# Ixobrychus
Az Ixobrychus a madarak (Aves) osztályának gödényalakúak (Pelecaniformes) rendjébe, ezen belül a gémfélék (Ardeidae) családjába és a bölömbikaformák (Botaurinae) alcsaládjába tartozó nem.

## Tudnivalók
Az Ixobrychus-fajok az Antarktisz kivételével, minden kontinensen megtalálhatók; az északi fajok részben vándormadarak.
Ebbe a nembe tartozó madarak kisebb testűek, mint a rokon Botaurus-fajok. Azonban a rejtőszínük és az életmódjuk hasonló.
Táplálékuk halak, békák és egyéb víziállatok.

## Rendszerezés
A nembe az alábbi 9 élő faj és 1 kihalt faj tartozik:
- csíkoshátú törpegém (Ixobrychus involucris) (Vieillot, 1823)
- fekete törpegém (Ixobrychus flavicollis) (Latham, 1790) - szinonimája: Dupetor flavicollis
- vörhenyes törpegém (Ixobrychus eurhythmus) Swinhoe, 1873
- fahéjszínű törpegém(Ixobrychus cinnamomeus) (Gmelin, 1789)
- szerecsentörpegém (Ixobrychus sturmii) (Wagler, 1827)
- törpegém (Ixobrychus minutus) (Linnaeus, 1766)
- kínai törpegém (Ixobrychus sinensis) (Gmelin, 1789)
- ausztrál törpegém (Ixobrychus dubius) Mathews, 1912 - korábban a törpegém egyik állományának vélték
- új-zélandi törpegém (Ixobrychus novaezelandiae) (A. C. Purdie, 1871) – kihalt
- amerikai törpegém (Ixobrychus exilis) (Gmelin, 1789

### Fordítás
- Ez a szócikk részben vagy egészben  az   Ixobrychus című angol Wikipédia-szócikk ezen változatának fordításán alapul.  Az eredeti cikk szerkesztőit annak laptörténete sorolja fel. Ez a jelzés csupán a megfogalmazás eredetét és a szerzői jogokat jelzi, nem szolgál a cikkben szereplő információk forrásmegjelöléseként.